# Ctypansa myodes
Ctypansa myodes är en fjärilsart som beskrevs av Felder 1874. Ctypansa myodes ingår i släktet Ctypansa och familjen nattflyn. Inga underarter finns listade i Catalogue of Life.